# 캐나다 문장국

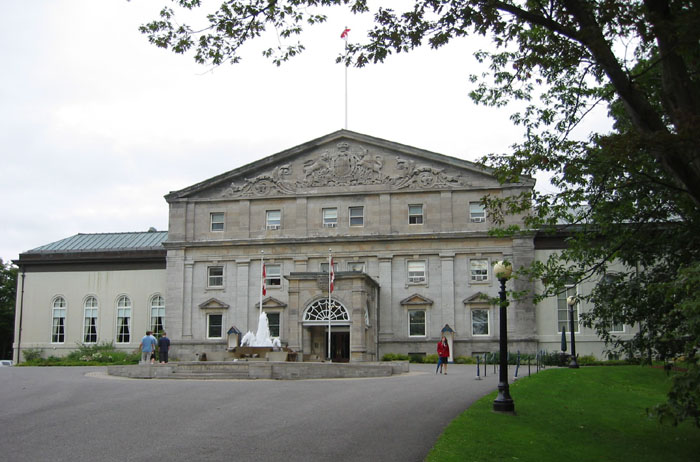

캐나다 문장국(영어: Canadian Heraldic Authority, 프랑스어: L'Autorité héraldique du Canada)은 캐나다의 서훈제도의 일부분으로 군주의 대변인인 총독이 지휘하는 명예기관이다. 문장국은 새로운 방패휘장, 깃발, 배지을 제작 그리고 그것들을 캐나다 시민, 영주권자, 또는 법인에게 수여하는 의무를 수행한다. 캐나다 문장국은 그 밖에도 다른 나라의 문장국에서 수여한 방패휘장을 등록, 캐나다군에서 쓰이는 배지, 깃발, 그리고 휘장을 승인, 그리고 문장학에 대한 안내를 제공해 준다.